# Anii 200 î.Hr.
Secole: Secolul al IV-lea î.Hr. - Secolul al III-lea î.Hr. - Secolul al II-lea î.Hr.
Decenii: Anii 250 î.Hr. Anii 240 î.Hr. Anii 230 î.Hr. Anii 220 î.Hr. Anii 210 î.Hr. - Anii 200 î.Hr. - Anii 190 î.Hr. Anii 180 î.Hr. Anii 170 î.Hr. Anii 160 î.Hr. Anii 150 î.Hr.

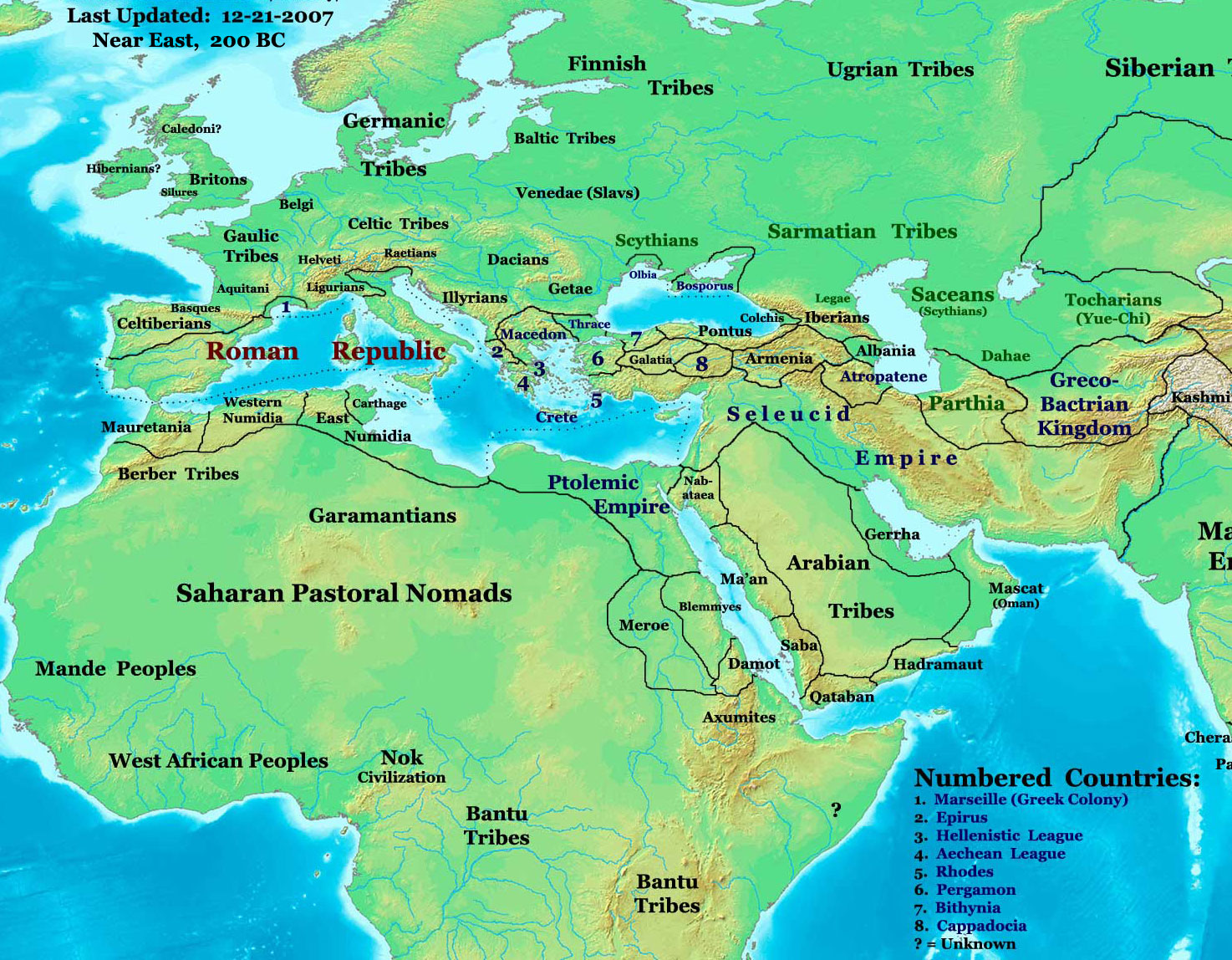
Lumea în anii 200 î.Hr.

Anii: 210 î.Hr. | 209 î.Hr. | 208 î.Hr. | 207 î.Hr. | 206 î.Hr. | 205 î.Hr. | 204 î.Hr. | 203 î.Hr. | 202 î.Hr. | 201 î.Hr. | 200 î.Hr.
Evenimente